# Leonhard Frank
Leonhard Frank (Würzburg, 1882. szeptember 4. – München, 1961. augusztus 18.) német drámaíró.
A 20. század első felének egyik legmeghatározóbb német írója. Elsősorban tárgyilagos és lényegre törő stílusa miatt lett elismert a korabeli írói világban. Írásaira nagy hatással volt kritikus gondolkodása és világszemlélete. Az írói munka mellett foglalkozott a társadalmat érintő kérdésekkel, összefüggésekkel, valamint a politika is központi helyet foglalt el érdeklődési körében. Műveiben gyakran pszichológiai alaptételekkel dolgozik, a pszichológia tárgykörében elemzi és ábrázolja az adott műben szerepeltetett figuráit, emellett gyakran megjelenik maga a társadalom is ebben az összefüggésben. Alkotásait leggyakrabban az expresszionizmushoz, illetve az „új tárgyilagossághoz” (Neue Sachlichkeit) sorolják.

## Élete és munkássága
Leonhard Frank szerény körülmények között nevelkedett egy négygyermekes család legkisebb gyermekeként. Apja Johann Frank asztalosmester, anyja Marie Bach volt. A Majna folyó mentén megélt szegényes gyermekkor, a tény, hogy a munkásosztály alsóbb rétegeihez tartozott a család, és hogy nem várt gyermekként született, kihatással voltak egész életére. Az általánost a helyi evangélikus iskolában végezte, egy ottani szadista tanítóról szerzett tapasztalatairól később Die Ursachecímű novellában számolt be. Ekkoriban több szakmával is megismerkedett, például lakatostanonc volt egy kerékpárjavító műhelyben, majd kórházi laboráns.
1904 és 1910 között Münchenben tanult, azzal a céllal, hogy festőművész válhasson belőle. 1905-ben felvették a Müncheni Képzőművészeti Akadémiára, ahol festészetet és grafikát tanult. Az egyetemen töltött éveit is a nélkülözés jellemzi, különböző segédmunkákból próbálta magát fenntartani.
1910-ben Berlinbe ment, ahol belecsöppent az ottani fiatal írók világába, és megismerte első feleségét Lisa Ertelt (született Erdélyi). Ebben az időszakban pozitívan alakult az élete; szerves tagja volt egy feltörekvő, többek között Kurt Hiller, Jakob van Hoddis, Georg Heym és Ernst Blass által képviselt írói csoportosulásnak, írásban megjelentek első elbeszélései.
1914 fordulópontot jelentett számára szakmailag: megjelent első könyve Haramiák bandája (Die Räuberbände) címmel. A könyv mind az olvasóközönség, mind az irodalomkritikusok körében nagy sikert aratott, még abban az évben Fontane-díjjal is megjutalmazták az ekkor 32 éves művészt. Magánélete azonban gyors fordulatot vett, amikor egy berlini kávézóban tettlegességig fajuló vitába keveredett egy szociáldemokrata újságíróval, akit nyilvánosan megütött nézetei miatt. (Leonhard elkötelezett pacifista volt, és felrótta a német tengeralattjáró-támadást a brit RMS Lusitania, amelynek mintegy 1200 ártatlan civil áldozata volt.) Emiatt kénytelen volt Svájcba emigrálni. Itt fejezte be Die Ursache (Az ok) című novelláját, valamint aktívan írt kisebb elbeszéléseket, novellákat a háború borzalmairól. 1917-ben ezek az alkotások Der Mensch ist gut (Az ember jó) címmel, novelláskötet formájában jelentek meg. Németországban betiltották munkái kiadását, mégis nagy volt olvasottsága a háborúellenes mozgalmak illetve csoportok körében.
1918-ban visszatérhetett Németországba, Münchenben csatlakozott az újonnan alakult tanácsköztársasághoz, és aktív szereplője lett a politikai közéletnek. Nem sokkal később súlyosabban megsebesült egy utcai zavargásban. Ezután Berlinbe ment, ahol 1920 és 1933 között íróként és forgatókönyvíróként dolgozott. Berlini tartózkodása alatt első felesége meghalt, ami lelkileg igencsak megviselte. 1929-ben újra megnősült, az ukrán Elena Maquenne Pewsner műfordítót vette el, és még abban az évben megszületett fia, Andreas.
A hitleri hatalomátvétel után azonban ismét menekülésre kényszerült, így 1933-ban Zürichet és Londont érintve Párizsba ment családjával. Németországban tiltólistára kerül, könyveit a náci rezsim el is égette. 1936-ban  Thomas Mann társaságában Sigmund Freud 80. születésnapjára Bécsbe utazott.
A második világháború 1939-es kezdetével, mint minden német száműzöttet, a francia hatóságok internálták először Párizsban, majd Blois közelében. Időközben kiszabadult, a francia rendőrség ismét letartóztatta a náci Németország Belgium és Hollandia elleni támadása idején, 1940 májusában, és mintegy 1000 másik száműzöttel együtt egy egykori szardíniagyárban Audierne-be internálták a Quimper-ben, Bretagneban. Nem sokkal a német csapatok érkezése előtt megszökött elkerülve a náciknak való kiadatást. Először gyalog, később kerékpárral, végül vonattal a német vonalakon át Marseille-be menekült az újságíróval Léo Lania újságíróval és egy másik sorstársával, állandó életveszélyben. Ezt később részletesen leírta „Mathilde” és „Links, wo das Herz ist” című életrajzi regényeiben. A „Mathilde” című regényt akkori szeretőjének, a svájci írónő-táncosnőnek Maria Meinennek ajánlotta, aki anyagilag támogatta őt szökése során.
Marseille-ben is, jövedelem és érvényes papírok nélkül élt, félt a francia rendőrségtől és a Gestapónak való kiadatástól. Ez idő alatt szoros kapcsolatban állt Walter Mehringgel. Maria Meinen és különböző segélybizottságok, például a Sürgősségi Mentőbizottság (ERC), amelyet Erika Mann és Thomas Mann részvételével New Yorkban alapítottak, végre sikerült hamis csehszlovák útlevelet használva a Pireneusokon, Spanyolországon és Portugálián keresztül az Amerikai Egyesült Államokba menekült (1940).
Itt az Európai Filmalap közvetítésével Ernst Lubitsch és William Dieterle forgatókönyvírójaként dolgozott a hollywoodi Warner Brothersnél, de siker vagy elismerés nélkül. Az Egyesült Államokban Frank az FBI és a bevándorlási hatóságok állandó megfigyelése alatt állt, mert veszélyes kommunistának vagy „erőszakos pacifistának” tartották. Ráadásul magánélete sem felelt meg az USA-ban akkoriban uralkodó erkölcsi normáknak. Miután 1945-ben New Yorkba költözött, 1950-ben visszatért Németországba, az FBI továbbra is figyelte. Előtte megírta a „Jézus tanítványai” című regényt, azon kevés kortárs regények egyikét, amelyek Németország háború utáni közvetlen helyzetével foglalkoznak. Együttérzéssel írja le a megpróbáltatásokat és az újrakezdést a lerombolt Würzburgban, ugyanakkor bírálja a feltörekvő neofasiszta törekvéseket. Emiatt a „beszennyezés és rágalmazás” vádjával illették a Német Szövetségi Köztársaság közvéleménye egy része. Nem sokkal érkezése után Frank Münchenben telepedett le, ahol haláláig maradt. A Német Képzőművészeti Akadémia és a Bajor Tudományos Akadémia felvette tagjai közé. Münchenben felvette a kapcsolatot az Erich Kästner körül szerveződő irodalmi Tukan-körrel.
1952-ben megnősült harmadszor is, miután 1947-ben az Egyesült Államokban ismerkedett meg és szeretett bele az egykori színésznőbe, Charlott Londonba (született Jäger), aki azóta is mellette állt. Mivel akkor még mindketten házasok voltak más partnerekkel, az esküvőre csak a válás véglegesítése után kerülhetett sor. A házasság tanúja Frank régi barátja, Fritz Kortner színész és rendező volt. Utolsó nagy műve, a „Links, wo das Herz ist” (Baloldalt dobog a szívem) című önéletrajzi regény is az esküvőre jelent meg.
1952-ben Würzburg város ezüstérme mellett, Nürnberg városának 1953-as kulturális díja, a Németországi Szövetségi Köztársaság Érdemkeresztje és a Humboldt Egyetem díszdoktori címe Berlinben, 1957-ben az NDK nemzeti díja életművéért. A Szovjetunió 1960-ban Tolsztoj-éremmel tüntette ki.
Minden kitüntetés ellenére az Konrad Adenauer-korszak idején Frank számára egyre nehezebb volt publikálni a Szövetségi Köztársaságban. Egyike volt azoknak a személyiségeknek, akik nem akartak hallgatni a náci korszakról és annak bűneiről, akik nem akartak megfeledkezni arról, hogy számos náci elkövető könnyen karriert futhat be a Szövetségi Köztársaságban. Nehezteltek rá amiatt, hogy meglátogatta a kommunista NDK-t, és részt vett a nyugati „Fight dem Atomic Death” mozgalomban.
Összegyűjtött műveit az NDK Aufbau-Verlag adta ki, amelyet aztán Walter Janka kezelt. Amikor Janka később kiesett a SED kegyeiből, és letartóztatták, Frank többek között Katia Mann és Hermann Hesse megbízottjaként jelent meg Kelet-Berlinben, hogy jelentkezzen megmenteni Jankát, de hiába.
Leonhard Frank 1961. augusztus 18-án halt meg Münchenben. Öt nappal halála előtt jött a hír, hogy a berlini fal épül. Frank ujjongott: „Végre! Az NDK csak így tudja megakadályozni a Nyugat általi kizsákmányolást." A müncheni Nordfriedhofban temették el.

## Művei

#### Regények
- Die Räuberbande, 1914
- Der Bürger, 1924
- Das Ochsenfurter Männerquartett, 1927
- Bruder und Schwester, 1929
- Von drei Millionen drei, 1932
- Traumgefährten, 1936
- Mathilde, 1948
- Die Jünger Jesu, 1947
- Links, wo das Herz ist, 1952

#### Novellák
- Die Ursache, 1915
- Der Mensch ist gut, 1917
- Der Vater, 1918
- Die Mutter, 1919
- An der Landstraße, 1925
- Die Schicksalsbrücke, 1925
- Karl und Anna, 1926 (1928 von Joe May unter dem Titel Heimkehr verfilmt)
- Der Streber u. a. Erzählungen, 1928
- Die Entgleisten, 1929
- Deutsche Novelle, 1954
- Das Portrait, 1954
- Berliner Liebesgeschichte, 1955
- Michaels Rückkehr, 1957
- Kurzgeschichten, 1961

#### Rövid történetek
- Der Hut
- Jahrmarkt
- Atmen
- Das Porträt
- Fünf Pfennige
- Emil Müller
- Der Heiratsvermittler
- Berliner Liebesgeschichte
- New Yorker Liebesgeschichte, 1946

### Magyar fordításban
- A polgár. Regény; ford. Fábry Zoltán; Korunk folyóirat (Kolozsvár), 1927–1928[14][15][16][17][18][19][20][21][22]
- Az elsodort testvérek. Regény; ford. Nádass József; Prager, Bratislava-Pozsony, 1936 (Az Új Európa könyvesháza)
- Jézus tanítványai. Regény; ford. Gergely Erzsébet; Európa, Bp., 1957
- Baloldalt dobog a szívem; ford. Gergely Erzsébet; Európa, Bp., 1958
- Michael visszatér. Kisregény; ford., utószó Fáy Árpád; Európa, Bp., 1958 (Modern könyvtár)
- Német novella; ford. Fáy Árpád, Lányi Viktor, vál. Paulinyi Zoltán; Európa, Bp., 1960 (Benne: Az Apa, Az utolsó kocsiban, Karl és Anna, New York-i szerelmi történet, A házasságközvetítő, A tömbparancsnok, Az arckép, Az asztalos, Berlini szerelmi történet)
- Haramiák bandája. Regény; ford. Homoródy József; Egyetemi Ny., Bp., 1969 (Kozmosz könyvek)

## Kitüntetései
- 1914: Thedor-Fontane Díj (Haramiák bandája) 1000 birodalmi márka
- 1918: Kleist-Díj (Der Mensch ist gut)
- 1928: A Porosz Tudományos Akadémia tagjává választják
- 1950: Megválasztják tagnak: Deutsche Akademie für Sprache und Dichtung
- 1952: Würzburg város ezüst plakettel tünteti ki
- 1953: Nürnberg város díja
- 1955: A Német Demokratikus Köztársaság nemzeti díja (Irodalom és Művészet)
- 1957: Dísztoktori cím (Dr. phil. h. c.) a kelet-berlini Humboldt Egyetemen
- 1960: Tolstoi-Medál

## Fordítás
Ez a szócikk részben vagy egészben  a   Leonhard Frank című német Wikipédia-szócikk ezen változatának fordításán alapul.  Az eredeti cikk szerkesztőit annak laptörténete sorolja fel. Ez a jelzés csupán a megfogalmazás eredetét és a szerzői jogokat jelzi, nem szolgál a cikkben szereplő információk forrásmegjelöléseként.